# SN 2000bw
SN 2000bw – supernowa typu II odkryta 4 kwietnia 2000 roku w galaktyce A110949-0424. W momencie odkrycia miała maksymalną jasność 20,50m.